# Wiesław Gawlikowski
Wiesław Gawlikowski (n. 2 iulie 1951, Cracovia, Polonia) este un trăgător de tir ce a reprezentat Polonia, medaliat olimpic. A participat la 4 ediții ale Jocurilor Olimpice (1968, 1972, 1976, 1980) în care a câștigat o medalie de bronz.